# Manuel Porcar i Tió
Manuel Porcar i Tió (Tortosa, 10 d'agost de 1841 - 28 de març de 1918) va ser un polític i empresari català, alcalde de Barcelona i exportador d'oli d'oliva.

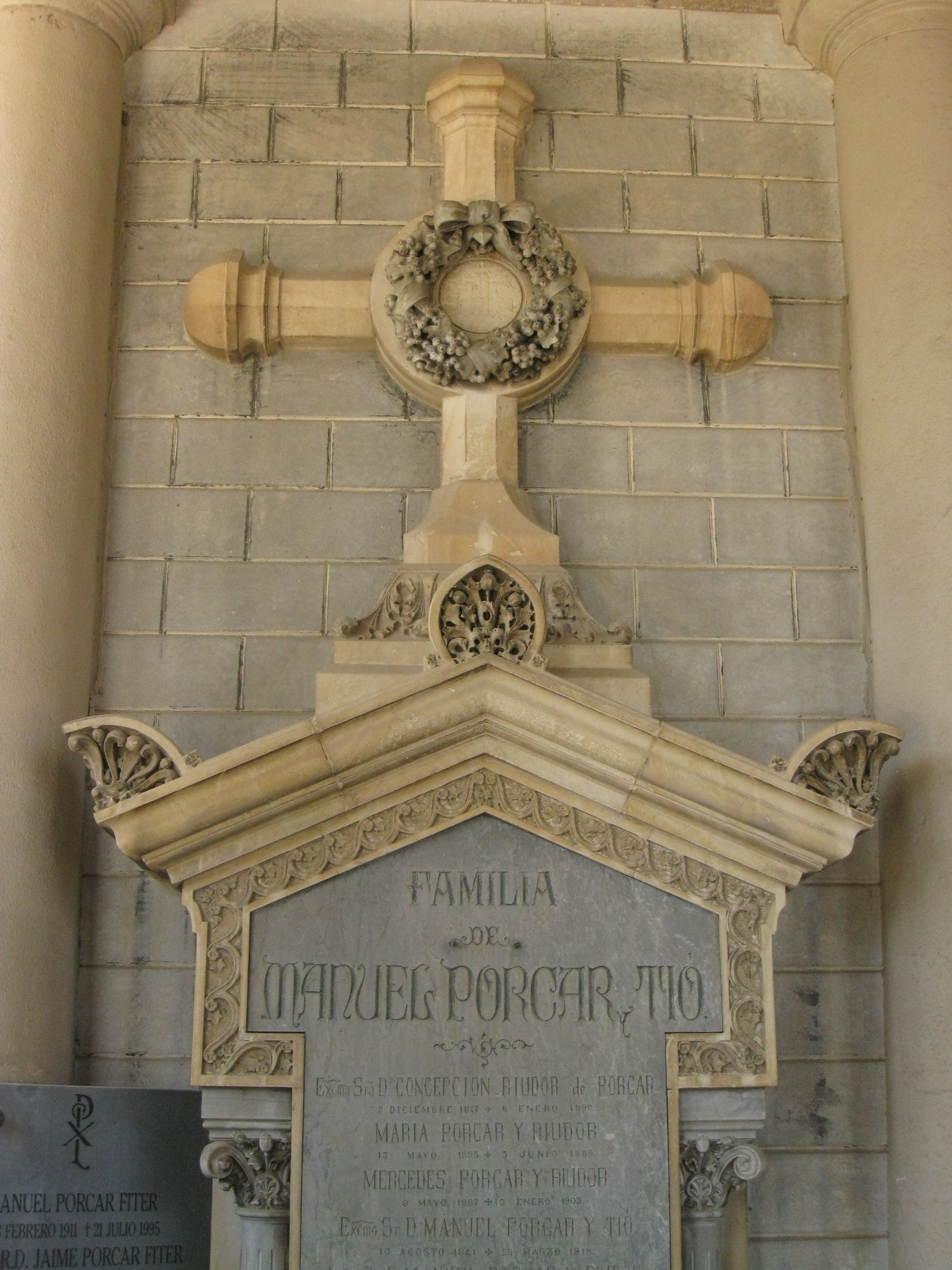
Tomba al Cementiri del Poblenou

Pertanyia a una família de productors d'oli Porcar y Tió. Com a empresari fou un dels fundadors i primer president del Banc de Tortosa (1881-1886). El 1884 l'oli d'oliva produït per ell va rebre la Medalla d'Or a l'Exposició Internacional de Niça i l'any 1885 la seva empresa va instal·lar-se a Lleida. Fou un dels pioners en exportar oli d'oliva produït a Catalunya a l'Argentina.
Militant del Partit Liberal Fusionista, va ser regidor de l'ajuntament de Barcelona de 1877 a 1890 i fou alcalde de Barcelona de juliol de 1891 a novembre de 1892. Després tornà a Tortosa, on participà en la construcció del Pont de la Cinta (inaugurat el 8 de juny de 1895) i adquirí el Balneari de Tortosa, situat al barri de Remolins.
Fou enterrat al Cementiri del Poblenou de Barcelona, al peristil exterior 2 de la capella.
Porcar va contraure matrimoni amb Concepció Riudor Nin.